# Lijst van westerns
Dit is een lijst van westerns met vermelding van de regisseur. Spaghettiwesterns inbegrepen.

## Stomme films (van 1903 tot 1926)
- The Great Train Robbery (1903) Edwin S. Porter
- The Invaders (1912) Thomas H. Ince
- The Massacre (1913) D.W. Griffith
- The Golden Chance (1915) Cecil B. DeMille
- Bucking Broadway (1917) John Ford
- Straight Shooting (1917) John Ford
- The Fighting Line (1919) B. Reeves Eason
- Ruth of the Rockies (1920) George Marshall (serial film)
- The Iron Horse (1924) John Ford
- The Vanishing American (1925) George B. Seitz
- Three Bad Man (1926) John Ford

## Van 1927 tot 1939
- Billy the Kid (1930) King Vidor
- Cimarron (1931) Wesley Ruggles
- Annie Oakley (1935) George Stevens
- Robin Hood of El Dorado (1936) William A. Wellman
- The Texas Rangers (1936) King Vidor
- Destry Rides Again (1939) George Marshall
- Dodge City (1939) Michael Curtiz
- Jesse James (1939) Henry King
- Frontier Marshal (1939) Allan Dwan
- Stagecoach (1939) John Ford
- Texas (1939) George Marshall
- Union Pacific (1939) Cecil B. DeMille

## Van 1940 tot 1949
- Adventures of Red Ryder (1940) John English en William Witney
- Dark Command (1940) Raoul Walsh
- North West Mounted Police (1940) Cecil B. DeMille
- Santa Fe Trail (1940) Michael Curtiz
- Trail of the Vigilantes (1940) Allan Dwan
- Virginia City (1940) Michael Curtiz
- When the Daltons Rode (1940) George Marshall
- The Westerner (1940) William Wyler
- The Outlaw (1943) Howard Hughes en Howard Hawks
- The Ox-Bow Incident (1943) William A. Wellman
- Buffalo Bill (1944) William A. Wellman
- Duel in the Sun (1946) King Vidor
- My Darling Clementine (1946) John Ford
- Cheyenne (1947) Raoul Walsh
- On the Old Spanish Trail (1947) William Witney
- Pursued (1947) Raoul Walsh
- Fort Apache (1948) John Ford
- Red River (1948) Howard Hawks
- Silver River (1948) Raoul Walsh
- Colorado Territory (1949) Raoul Walsh
- The Golden Stallion (1949) William Witney
- I Shot Jesse James (1949) Sam Fuller
- She Wore a Yellow Ribbon (1949) John Ford
- The Wolf Hunters (1949) Budd Boetticher
- Yellow Sky (1949) William A. Wellman

## Van 1950 tot 1959
- Broken Arrow (1950) Delmer Daves
- Devil's Doorway (1950) Anthony Mann
- The Furies (1950) Anthony Mann
- The Gunfighter (1950) Henry King
- Surrender (1950) Allan Dwan
- Wagon Master (1950) John Ford
- Winchester '73 (1950) Anthony Mann
- Across the Wide Missouri (1951) William A. Wellman
- Belle Le Grand (1951) Allan Dwan
- Distant Drums (1951) Raoul Walsh
- Rawhide (1951) Henry Hathaway
- Westward the Women (1951) William A. Wellman
- Bend of the River (1952) Anthony Mann
- The Big Sky (1952) Howard Hawks
- The Cimarron Kid (1952) Budd Boetticher
- High Noon (1952) Fred Zinnemann
- Horizons West (1952) Budd Boetticher
- Montana Belle (1952) Allan Dwan
- Rancho Notorious (1952) Fritz Lang
- The Savage (1952) George Marshall
- Escape from Fort Bravo (1953) John Sturges
- Gun Fury (1953) Raoul Walsh
- Gunsmoke (1953) Nathan Juran
- The Man from the Alamo (1953) Budd Boetticher
- The Naked Spur (1953) Anthony Mann
- Seminole (1953) Budd Boetticher
- Shane (1953) George Stevens
- Wings of the Hawk (1953) Budd Boetticher
- Woman They Almost Lynched (1953) Allan Dwan
- Apache (1954) Robert Aldrich
- The Boy from Oklahoma (1954) Michael Curtiz
- Destry (1954) George Marshall
- The Far Country (1954) Anthony Mann
- Garden of Evil (1954) Henry Hathaway
- Johnny Guitar (1954) Nicholas Ray
- Red Garters (1954) George Marshall
- River of No Return (1954) Otto Preminger
- Silver Lode (1954) Allan Dwan
- Track of the Cat (1954) William A. Wellman
- Vera Cruz (1954) Robert Aldrich
- Bad Day at Black Rock (1955) John Sturges
- El Coyote (1955) Joaquín Luis Romero Marchent
- The Last Frontier (1955) Anthony Mann
- Man Without a Star (1955) King Vidor
- The Man from Laramie (1955) Anthony Mann
- Run for Cover (1955) Nicholas Ray
- The Tall Men (1955) Raoul Walsh
- Taza, Son of Cochise (1955) Douglas Sirk
- Tennessee's Partner (1955) Allan Dwan
- Backlash (1956) John Sturges
- Jubal (1956) Delmer Daves
- La Justicia del Coyote (1956) Joaquín Luis Romero Marchent
- The Last Hunt (1956) Richard Brooks
- The Last Wagon (1956) Delmer Daves
- Seven Men from Now (1956) Budd Boetticher
- The Searchers (1956) John Ford
- 3:10 to Yuma (1957) Delmer Daves
- Band of Angels (1957) Raoul Walsh
- Forty Guns (1957) Sam Fuller
- Gunfight at the O.K. Corral (1957) John Sturges
- The Guns of Fort Petticoat (1957) George Marshall
- Run of the Arrow (1957) Sam Fuller
- The Tall T (1957) Budd Boetticher
- The Tin Star (1957) Anthony Mann
- The True Story of Jesse James (1957) Nicholas Ray
- The Badlanders (1958) Delmer Daves
- The Big Country (1958) William Wyler
- The Bravados (1958) Henry King
- Buchanan Rides Alone (1958) Budd Boetticher
- Cowboy (1958) Delmer Daves
- From Hell to Texas (1958) Henry Hathaway
- The Law and Jake Wade (1958) John Sturges
- The Left Handed Gun (1958) Arthur Penn
- Man of the West (1958) Anthony Mann
- The Sheepman (1958) George Marshall
- The Sheriff of Fractured Jaw (1958) Raoul Walsh
- The Hanging Tree (1959) Delmer Daves
- Last Train from Gun Hill (1959) John Sturges
- Ride Lonesome (1959) Budd Boetticher
- Rio Bravo (1959) Howard Hawks
- Westbound (1959) Budd Boetticher

## Van 1960 tot 1969
- Cimarron (1960) Anthony Mann
- Comanche Station (1960) Budd Boetticher
- Flaming Star (1960) Don Siegel
- The Magnificent Seven (1960) John Sturges
- Sergeant Rutledge (1960) John Ford
- The Unforgiven (1960) John Huston
- The Comancheros (1961) Michael Curtiz
- The Deadly Companions (1961) Sam Peckinpah
- One-Eyed Jacks (1961) Marlon Brando
- The Last Sunset (1961) Robert Aldrich
- How the West Was Won (1962) John Ford, Henry Hathaway en George Marshall
- The Man Who Shot Liberty Valance (1962) John Ford
- Ride the High Country (1962) Sam Peckinpah
- Sergeants 3 (1962) John Sturges
- 4 for Texas (1963) Robert Aldrich
- El Llanero (1963) Jesús Franco
- Cheyenne Autumn (1964) John Ford
- A Distant Trumpet (1964) Raoul Walsh
- A Fistful of Dollars (1964) Sergio Leone
- Minnesota Clay (1964) Sergio Corbucci
- The Outrage (1964) Martin Ritt
- Adiós Gringo (1965) Giorgio Stegani
- Cat Ballou (1965) Elliot Silverstein
- Un Dollaro Bucato (Blood for a Silver Dollar / One Silver Dollar) (1965) Giorgio Ferroni
- For a Few Dollars More (1965) Sergio Leone
- The Hallelujah Trail (1965) John Sturges
- Major Dundee (1965) Sam Peckinpah
- Ride in the Whirlwind (1965) Monte Hellman
- Una pistola per Ringo (A Pistol for Ringo) (1965) Duccio Tessari
- Il ritorno di Ringo (The Return of Ringo) (1965) Duccio Tessari
- Viva María! (1965) Louis Malle
- West and Soda (1965) Bruno Bozzetto - animatie
- Arizona Colt (1966) Michele Lupo
- Django (1966) Sergio Corbucci
- El Dorado (1966) Howard Hawks
- Un Fiume di Dollari (The Hills Run Red) (1966) Carlo Lizzani
- For a Few Extra Dollars (1966) Giorgio Ferroni
- The Good, the Bad and the Ugly (1966) Sergio Leone
- Johnny Oro (1966) Sergio Corbucci
- I Lunghi Giorni della Vendetta (1966) Florestano Vancini
- Massacre Time (1966) Lucio Fulci
- Nevada Smith (1966) Henry Hathaway
- Navajo Joe (1966) Sergio Corbucci
- The Professionals (1966) Richard Brooks
- La Resa dei Conti (The Big Gundown) (1966) Sergio Sollima
- Seven Guns for the MacGregors (1966) Franco Giraldi
- The Sons of Katie Elder (1966) Henry Hathaway
- Sugar Colt (1966) Franco Giraldi
- Yankee (1966) Tinto Brass
- Da Uomo a Uomo (Death Rides a Horse) (1967) Giulio Petroni
- Day of Anger (1967) Tonino Valerii
- El Desperado (1967) Franco Rossetti
- Faccia a Faccia (Face to Face) (1967) Sergio Sollima
- God Forgives ... I Don't! (1967) Giuseppe Colizzi
- Hour of the Gun (1967) John Sturges
- Hombre (1967) Martin Ritt
- I Crudeli (The Hellbenders) (1967) Sergio Corbucci
- I Lunghi Giorni dell'Odio (1967) Gianfranco Baldanello
- La Morte Non Conta i Dollari (1967) Riccardo Freda
- El Precio de un Hombre (1967) Eugenio Martín
- Quién Sabe? (A Bullet for the General) (1967) Damiano Damiani
- Requiescant (1967) Carlo Lizzani
- Django, Kill... If You Live, Shoot!  (1967) Giulio Questi
- Il Tempo degli Avvoltoi (1967) Nando Cicero
- Un Dollaro Tra i Denti (For a Dollar in the Teeth / A Stranger in Town) (1967) Luigi Vanzi
- Wanted (1967) Giorgio Ferroni
- 5 Card Stud (1968) Henry Hathaway
- Ace High (1968) Giuseppe Colizzi
- Django, Prepare a Coffin (1968) Ferdinando Baldi
- Giarrettiera Colt (Garter Colt) (1968) Gian Rocco
- Il Grande Silenzio (The Great Silence) (1968) Sergio Corbucci
- Hang 'Em High (1968) Ted Post
- If You Meet Sartana Pray for Your Death (1968) Gianfranco Parolini
- Il Mercenario (The Mercenary) (1968) Sergio Corbucci
- Un Minuto per Pregare, un Istante per Morire (1968) Franco Giraldi
- Oggi a Me... Domani a Te! (Today We Kill, Tomorrow We Die!) (1968) Tonino Cervi
- Once Upon a Time in the West (1968) Sergio Leone
- Quel Caldo Maledetto Giorno di Fuoco (1968) Paolo Bianchini
- Shalako (1968) Edward Dmytryk
- The Scalphunters (1968) Sydney Pollack
- Tepepa (1968) Giulio Petroni
- Will Penny (1968) Tom Gries
- 100 Rifles (1969) Tom Gries
- Boot Hill (1969) Giuseppe Colizzi
- Butch Cassidy and the Sundance Kid (1969) George Roy Hill
- Cemetery without Crosses (1969) Robert Hossein
- Death of a Gunfighter (1969) Don Siegel
- Un Esercito di 5 Uomini (1969) Don Taylor en Italo Zingarelli
- I Am Sartana, Your Angel of Death (1969) Giuliano Carnimeo
- Una Lunga Fila di Croci (Hanging for Django) (1969) Sergio Garrone
- Il Prezzo del Potere (The Price of Power / The Price of Honor) (1969) Tonino Valerii
- Sabata (1969) Gianfranco Parolini
- A Time for Dying (1969) Budd Boetticher
- True Grit (1969) Henry Hathaway
- The Wild Bunch (1969) Sam Peckinpah

## Van 1970 tot 1979
- Adios Sabata (1970) Gianfranco Parolini
- The Ballad of Cable Hogue (1970) Sam Peckinpah
- Cloud of Dust... Cry of Death... Sartana Is Coming (1970) Giuliano Carnimeo
- Compañeros (1970) Sergio Corbucci
- Have a Good Funeral, My Friend... Sartana Will Pay (1970) Giuliano Carnimeo
- De linker- en de rechterhand van de duivel (They Call Me Trinity) (1970) Enzo Barboni
- Little Big Man (1970) Arthur Penn
- A Man Called Horse (1970) Elliot Silverstein
- A Man Called Sledge (1970) Vic Morrow
- Mátalo (1970) Cesare Canevari
- Monte Walsh (1970) William A. Fraker
- Rio Lobo (1970) Howard Hawks
- Sartana's Here... Trade Your Pistol for a Coffin (1970) Giuliano Carnimeo
- Soldier Blue (1970) Ralph Nelson
- There Was a Crooked Man... (1970) Joseph L. Mankiewicz
- Two Mules for Sister Sara (1970) Don Siegel
- Blindman (1971) Ferdinando Baldi
- The Deserter (1971) Burt Kennedy
- A Fistful of Dynamite (1971) Sergio Leone
- Gunfight (1971) Lamont Johnson
- Hannie Caulder (1971) Burt Kennedy
- Lawman (1971) Michael Winner
- Les Pétroleuses (1971) Christian-Jaque
- Prega il Morto e Ammazza il Vivo (1971)
- Soleil Rouge (1971) Terence Young
- De vier vuisten van de duivel (Trinity Is Still My Name) (1971) Enzo Barboni
- Chato's Land (1972) Michael Winner
- The Grand Duel (1972) Giancarlo Santi
- The Great Northfield Minnesota Raid (1972) Philip Kaufman
- Joe Kidd (1972) John Sturges
- Junior Bonner (1972) Sam Peckinpah
- The Life and Times of Judge Roy Bean (1972) John Huston
- The Proud and the Damned (1972) Ferde Grofé Jr.
- Ulzana's Raid (1972) Robert Aldrich
- High Plains Drifter (1973) Clint Eastwood
- My Name is Nobody (1973) Tonino Valerii
- Pat Garrett and Billy the Kid (1973) Sam Peckinpah
- Valdez, il Mezzosangue (1973) John Sturges en Duilio Coletti
- Westworld (1973) Michael Crichton
- Blazing Saddles (1974) Mel Brooks
- Bring Me the Head of Alfredo Garcia (1974) Sam Peckinpah
- The Gun and the Pulpit (1974) (televisie)
- Bite the Bullet (1975) Richard Brooks
- Boss Nigger (1975) Fred Williamson
- Breakheart Pass (1975) Tom Gries
- Buffalo Bill and the Indians (1975) Robert Altman
- Four of the Apocalypse (1975) Lucio Fulci
- Giubbe Rosse (Red Coat) (1975) Joe D'Amato
- Posse (1975) Kirk Douglas
- Keoma (1976) Enzo G. Castellari
- The Missouri Breaks (1976) Arthur Penn
- The Outlaw Josey Wales (1976) Clint Eastwood
- The Return of a Man Called Horse (1976) Irvin Kershner
- The Shootist (1976) Don Siegel
- The White Buffalo (1977) J. Lee Thompson
- Wanda Nevada (1979) Peter Fonda

## Van 1980 tot 1989
- Pale Rider (1985) Clint Eastwood
- Billy the Kid (1985)
- Silverado (1985) Lawrence Kasdan
- Near Dark (1987) Kathryn Bigelow
- Scalps (1987) Claudio Fragasso en Bruno Mattei
- The Tacker (1988)
- Young Guns (1988) Christopher Cain
- Quickly Down Under (1989)

## Van 1990 tot 1999
- Back to the Future Part III (1990) Robert Zemeckis
- Dances with Wolves (1990) Kevin Costner
- Young Guns II (1990) Geoff Murphy
- White Fang (1991) Randal Kleiser
- Far and Away (1992) Ron Howard
- The Last of the Mohicans (1992) Michael Mann
- Unforgiven (1992) Clint Eastwood
- The Ballad of Little Jo (1993)
- The Cowboy Way (1993)
- Geronimo: An American Legend (1993) Walter Hill
- Posse (1993) Mario Van Peebles
- Tombstone (1993) George P. Cosmatos
- Bad Girls (1994) Jonathan Kaplan
- Maverick (1994) Richard Donner
- Wyatt Earp (1994) Lawrence Kasdan
- White Fang 2: Myth of the White Wolf (1994) Ken Olin
- Dead Man (1995) Jim Jarmusch
- Desperado (1995) Robert Rodriguez
- The Quick and the Dead (1995) Sam Raimi
- Wild Bill (1995) Walter Hill
- Frank & Jesse (1996)
- Last Man Standing (1996) Walter Hill
- The Mask of Zorro (1998) Martin Campbell
- Inferno (1999)
- The Long Kill (1999) Bill Corcoran
- Wild Wild West (1999) Barry Sonnenfeld

## Van 2000 tot heden
- All the Pretty Horses (2000)
- South of Heaven, West of Hell (2000)
- The Virginian (2000)
- American Outlaws (2001) Les Mayfield
- Texas Rangers (2001)
- 800 Bullets (2002) Álex de la Iglesia
- Go West, Young Man! (2003)
- The Missing (2003) Ron Howard
- Open Range (2003) Kevin Costner
- The Alamo (2004) John Lee Hancock
- Blueberry (2004) Jan Kounen
- Once Upon a Time in Mexico (2004) Robert Rodriguez
- The Legend of Zorro (2005) Martin Campbell
- Bandidas (2006) Joachim Rønning en Espen Sandberg
- Brokeback Mountain (2006) Ang Lee
- Seraphim Falls (2006) David Von Ancken
- The Three Burials of Melquiades Estrada (2006) Tommy Lee Jones
- 3:10 to Yuma (2007) James Mangold
- The Assassination of Jesse James by the Coward Robert Ford (2007) Andrew Dominik
- Appaloosa (2008) Ed Harris
- Jonah Hex (2010) Jimmy Hayward
- The Last Rites of Ransom Pride (2010) Tiller Russell
- True Grit (2010) Joel en Ethan Coen
- Cowboys & Aliens (2011) Jon Favreau
- Rango (2011) Gore Verbinski - animatie
- Django Unchained (2012) Quentin Tarantino
- The Lone Ranger (2013) Gore Verbinski
- The Homesman (2014) Tommy Lee Jones
- A Million Ways to Die in the West (2014) Seth MacFarlane
- The Hateful Eight (2015) Quentin Tarantino
- The Revenant (2015) Alejandro González Iñárritu
- Brimstone (2016) Martin Koolhoven
- Outlaws and Angels (2016) JT Mollner
- News of the World (2020) Paul Greengrass